# Nhà Baux

Huy hiệu của Lãnh chúa xứ Baux

Nhà Baux là một gia đình quý tộc Pháp đến từ miền Nam nước Pháp. Đó là một trong những gia đình giàu có và quyền lực nhất ở Provence thời trung cổ, được gọi là 'Race d'Aiglon'. Họ là những lãnh chúa độc lập với tư cách là người cai quản của Les Baux và Arles và nắm giữ quyền lực rất đáng kể ở cấp địa phương. Họ nắm giữ những thái ấp quan trọng và những vùng đất rộng lớn, bao gồm cả Thân vương quốc Orange.
Trong tiếng Pháp cổ: baux (và trong tiếng Provençal-Occitan, li baou) có nghĩa là 'vách đá, dốc đứng'. Khi sử dụng làm tên gia tộc, nó dùng để chỉ pháo đài tự nhiên nơi gia đình xây dựng, Château des Baux và ngôi làng bao quanh nó. Vách đá cung cấp một thung lũng núi để bảo vệ nguồn cung cấp thực phẩm của họ; sườn núi tự nhiên của dãy Alpilles cho phép kiểm soát tất cả các đường tiếp cận thành Les Baux-de-Provence và vùng nông thôn xung quanh, bao gồm cả đường lên và xuống sông Rhone, cũng như các đường tiếp cận từ Địa Trung Hải. Cùng với nhau, những lợi thế tự nhiên này đã khiến pháo đài không thể dễ dàng bị phá vỡ bởi kỹ thuật quân sự thời đó.
Gia tộc Baux ngày nay vẫn còn thịnh vượng ở Napoli với tư cách là một số gia đình quý tộc có nguồn gốc từ những người con trai nhỏ theo Charles xứ Anjou về phía Nam. Đặc biệt từ Bertrand, Lãnh chúa xứ Baux và Thân vương xứ Oranje, đã tạo ra ba nhánh của gia tộc, đã chuyển đến miền Nam nước Ý, tạo ra các nhánh Ý hóa Orsini del Balzo của các Bá tước xứ Avellino, Công tước xứ Andria và Thân vương xứ Taranto.
Sau cái chết của Alix des Baux, vị quân chủ có chủ quyền cuối cùng của Baux, lâu đài và thị trấn đã bị René xứ Anjou chiếm giữ, người đã trao chúng cho người vợ thứ hai của mình,Vương hậu Jeanne xứ Laval. Khi Provence được thống nhất với vương quyền, gần 150 năm sau có các thống đốc hoàng gia, bao gồm các lãnh chúa, các bá tước và thân vương. Les Baux trở thành trung tâm của đạo Tin Lành. Cuộc nổi dậy chống lại vương miện không thành công đã khiến Hồng y Richelieu ra lệnh phá bỏ lâu đài và các bức tường của nó vào năm 1632. Điều này đã được thực hiện với sự hỗ trợ của pháo binh.